# Tommaso Zafferani
Tommaso Zafferani (Montegiardino, 19 febbraio 1996) è un calciatore sammarinese, centrocampista del La Fiorita.

## Carriera

### Club
Debutta nella stagione 2015-2016 con il La Fiorita, giocando 13 partite nel campionato sammarinese, chiuso al secondo posto. Vince la Coppa Titano. Al termine della stagione viene premiato con il premio Golden Boy, riconoscimento assegnato al miglior giovane sammarinese Under-23 nell'ambito della manifestazione "Calcio Estate".
Dal 2016 milita anche nel campionato di Eccellenza Emilia-Romagna con la maglia del Fya Riccione.

### Nazionale
Ha esordito in nazionale nell'amichevole del 4 giugno 2016 contro la Croazia.

## Statistiche

### Cronologia presenze e reti in nazionale
| Cronologia completa delle presenze e delle reti in nazionale ― San Marino | Cronologia completa delle presenze e delle reti in nazionale ― San Marino | Cronologia completa delle presenze e delle reti in nazionale ― San Marino | Cronologia completa delle presenze e delle reti in nazionale ― San Marino | Cronologia completa delle presenze e delle reti in nazionale ― San Marino | Cronologia completa delle presenze e delle reti in nazionale ― San Marino | Cronologia completa delle presenze e delle reti in nazionale ― San Marino | Cronologia completa delle presenze e delle reti in nazionale ― San Marino |
| Data                                                                      | Città                                                                     | In casa                                                                   | Risultato                                                                 | Ospiti                                                                    | Competizione                                                              | Reti                                                                      | Note                                                                      |
| ------------------------------------------------------------------------- | ------------------------------------------------------------------------- | ------------------------------------------------------------------------- | ------------------------------------------------------------------------- | ------------------------------------------------------------------------- | ------------------------------------------------------------------------- | ------------------------------------------------------------------------- | ------------------------------------------------------------------------- |
| 4-6-2016                                                                  | Fiume                                                                     | Croazia                                                                   | 10 – 0                                                                    | San Marino                                                                | Amichevole                                                                | -                                                                         | 79’                                                                       |
| 8-10-2016                                                                 | Belfast                                                                   | Irlanda del Nord                                                          | 4 – 0                                                                     | San Marino                                                                | Qual. Mondiali 2018                                                       | -                                                                         | 87’                                                                       |
| 11-10-2016                                                                | Oslo                                                                      | Norvegia                                                                  | 4 – 1                                                                     | San Marino                                                                | Qual. Mondiali 2018                                                       | -                                                                         | 57’                                                                       |
| 11-11-2016                                                                | Serravalle                                                                | San Marino                                                                | 0 – 8                                                                     | Germania                                                                  | Qual. Mondiali 2018                                                       | -                                                                         | 83’                                                                       |
| 22-2-2017                                                                 | Serravalle                                                                | San Marino                                                                | 0 – 2                                                                     | Andorra                                                                   | Amichevole                                                                | -                                                                         | 63’                                                                       |
| 26-3-2017                                                                 | Serravalle                                                                | San Marino                                                                | 0 – 6                                                                     | Rep. Ceca                                                                 | Qual. Mondiali 2018                                                       | -                                                                         |                                                                           |
| 10-6-2017                                                                 | Norimberga                                                                | Germania                                                                  | 7 – 0                                                                     | San Marino                                                                | Qual. Mondiali 2018                                                       | -                                                                         |                                                                           |
| 11-11-2020                                                                | Serravalle                                                                | San Marino                                                                | 0 – 3                                                                     | Lettonia                                                                  | Amichevole                                                                | -                                                                         | 74’                                                                       |
| 2-9-2021                                                                  | Andorra la Vella                                                          | Andorra                                                                   | 2 – 0                                                                     | San Marino                                                                | Qual. Mondiali 2022                                                       | -                                                                         | 46’                                                                       |
| 8-9-2021                                                                  | Tirana                                                                    | Albania                                                                   | 5 – 0                                                                     | San Marino                                                                | Qual. Mondiali 2022                                                       | -                                                                         | 69’                                                                       |
| 25-3-2022                                                                 | Serravalle                                                                | San Marino                                                                | 1 – 2                                                                     | Lituania                                                                  | Amichevole                                                                | -                                                                         | 61’                                                                       |
| 28-3-2022                                                                 | San Pedro del Pinatar                                                     | Capo Verde                                                                | 2 – 0                                                                     | San Marino                                                                | Amichevole                                                                | -                                                                         |                                                                           |
| 2-6-2022                                                                  | Tallinn                                                                   | Estonia                                                                   | 2 – 0                                                                     | San Marino                                                                | UEFA Nations League 2022-2023 - 1º turno                                  | -                                                                         | 57’                                                                       |
| 5-6-2022                                                                  | Serravalle                                                                | San Marino                                                                | 0 – 2                                                                     | Malta                                                                     | UEFA Nations League 2022-2023 - 1º turno                                  | -                                                                         | 68’                                                                       |
| 9-6-2022                                                                  | Serravalle                                                                | San Marino                                                                | 0 – 1                                                                     | Islanda                                                                   | Amichevole                                                                | -                                                                         | 46’                                                                       |
| 12-6-2022                                                                 | Ta' Qali                                                                  | Malta                                                                     | 1 – 0                                                                     | San Marino                                                                | UEFA Nations League 2022-2023 - 1º turno                                  | -                                                                         | 79’                                                                       |
| 26-9-2022                                                                 | Serravalle                                                                | San Marino                                                                | 0 – 4                                                                     | Estonia                                                                   | UEFA Nations League 2022-2023 - 1º turno                                  | -                                                                         | 46’                                                                       |
| 20-11-2022                                                                | Gros Islet                                                                | Saint Lucia                                                               | 1 – 0                                                                     | San Marino                                                                | Amichevole                                                                | -                                                                         | 71’ 72’                                                                   |
| 20-11-2023                                                                | Serravalle                                                                | San Marino                                                                | 1 – 2                                                                     | Finlandia                                                                 | Qual. Euro 2024                                                           | -                                                                         | 78’ 90+4’                                                                 |
| Totale                                                                    |                                                                           | Presenze                                                                  | 19                                                                        |                                                                           | Reti                                                                      | 0                                                                         |                                                                           |

| Cronologia completa delle presenze e delle reti in nazionale (partite non ufficiali) ― San Marino | Cronologia completa delle presenze e delle reti in nazionale (partite non ufficiali) ― San Marino | Cronologia completa delle presenze e delle reti in nazionale (partite non ufficiali) ― San Marino | Cronologia completa delle presenze e delle reti in nazionale (partite non ufficiali) ― San Marino | Cronologia completa delle presenze e delle reti in nazionale (partite non ufficiali) ― San Marino | Cronologia completa delle presenze e delle reti in nazionale (partite non ufficiali) ― San Marino | Cronologia completa delle presenze e delle reti in nazionale (partite non ufficiali) ― San Marino | Cronologia completa delle presenze e delle reti in nazionale (partite non ufficiali) ― San Marino |
| Data                                                                                              | Città                                                                                             | In casa                                                                                           | Risultato                                                                                         | Ospiti                                                                                            | Competizione                                                                                      | Reti                                                                                              | Note                                                                                              |
| ------------------------------------------------------------------------------------------------- | ------------------------------------------------------------------------------------------------- | ------------------------------------------------------------------------------------------------- | ------------------------------------------------------------------------------------------------- | ------------------------------------------------------------------------------------------------- | ------------------------------------------------------------------------------------------------- | ------------------------------------------------------------------------------------------------- | ------------------------------------------------------------------------------------------------- |
| 31-5-2017                                                                                         | Empoli                                                                                            | Italia                                                                                            | 8 – 0                                                                                             | San Marino                                                                                        | Amichevole                                                                                        | -                                                                                                 | 63’                                                                                               |
| Totale                                                                                            |                                                                                                   | Presenze                                                                                          | 1                                                                                                 |                                                                                                   | Reti                                                                                              | 0                                                                                                 |                                                                                                   |

## Palmarès

### Club

#### Competizioni nazionali
- Campionato Dilettanti: 1

La Fiorita: 2016-2017
- Coppa Titano: 1

La Fiorita: 2015-2016

### Individuale
- Golden Boy: 1

2016